# Glomeris flavolimbata
Glomeris flavolimbata är en mångfotingart som beskrevs av Lucas 1846. Glomeris flavolimbata ingår i släktet Glomeris och familjen klotdubbelfotingar. Inga underarter finns listade i Catalogue of Life.